# Вали-ду-Ипанема (микрорегион)

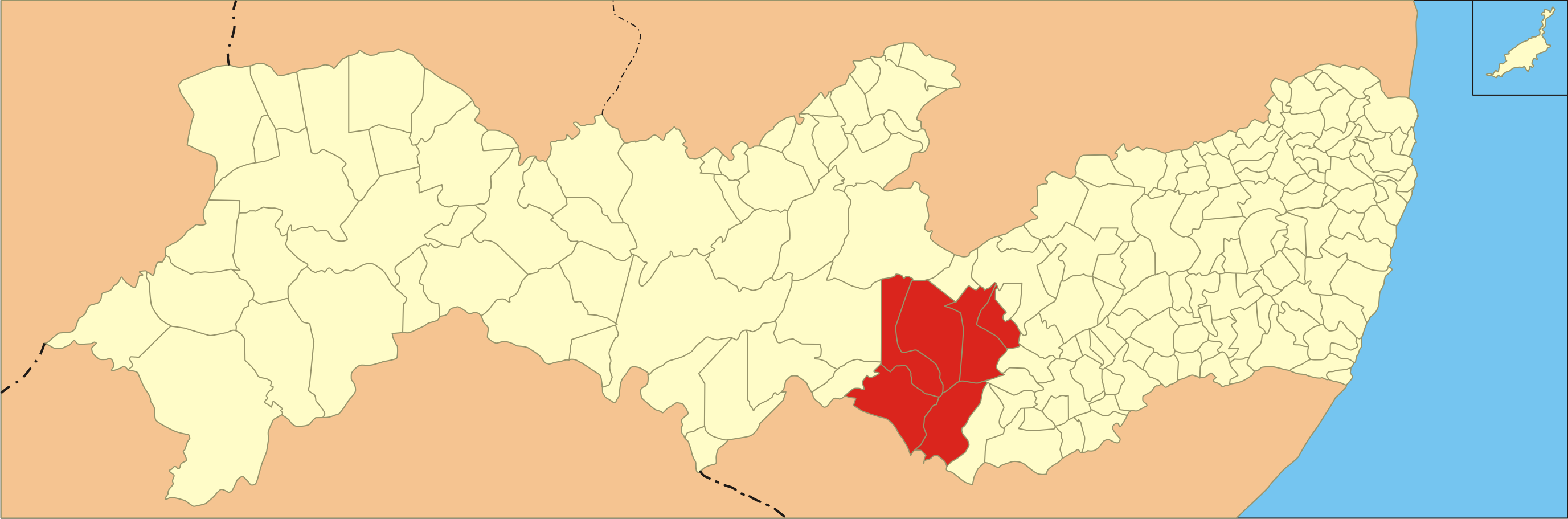
Вали-ду-Ипанема на карте.

Вали-ду-Ипанема (порт. Microrregião do Vale do Ipanema) — микрорегион в Бразилии, входит в штат Пернамбуку. Составная часть мезорегиона Сельскохозяйственный район штата Пернамбуку. Население составляет 	180 017	 человек (на 2010 год). Площадь — 	5475,984	 км². Плотность населения — 	32,87	 чел./км².

## Демография
Согласно сведениям, собранным в ходе переписи 2010 г. Национальным институтом географии и статистики (IBGE), население микрорегиона составляет:						
| Полное население                             | Полное население                             | Полное население                             | Полное население                             | 180 017 |
| -------------------------------------------- | -------------------------------------------- | -------------------------------------------- | -------------------------------------------- | ------- |
| в том числе:                                 | Городское население                          | 86 322                                       | Процент городского населения, %              | 47,95   |
|                                              | Сельское население                           | 93 695                                       | Процент сельского населения, %               | 52,05   |
|                                              | Мужское население                            | 88 797                                       | Процент мужского населения, %                | 49,33   |
|                                              | Женское население                            | 91 220                                       | Процент женского населения, %                | 50,67   |
| Плотность населения, чел/км²                 | Плотность населения, чел/км²                 | Плотность населения, чел/км²                 | Плотность населения, чел/км²                 | 32,87   |
| Население микрорегиона в % к населению штата | Население микрорегиона в % к населению штата | Население микрорегиона в % к населению штата | Население микрорегиона в % к населению штата | 2,05    |

## Состав микрорегиона
В составе микрорегиона  включены следующие муниципалитеты:
1. Буики
2. Итаиба
3. Педра
4. Тупанатинга
5. Вентуроза
6. Агуас-Белас